# Vidas Secas
Vidas Secas é um influente e importante romance do escritor brasileiro Graciliano Ramos, escrito entre 1937 e 1938, publicado originalmente em '38 pela antológica Livraria José Olympio Editora, hoje editado pela Editora Record, e considerado por muitos como a maior obra do autor. Quarto e último romance de Graciliano, narrado em terceira pessoa, Vidas Secas aborda uma família de retirantes do sertão nordestino condicionada a uma vida subumana, diante de problemas como a seca, a miséria, a fome, a desigualdade social, as lutas de classes e, consecutivamente, o caleidoscópio de sentimentos, pensamentos, desejos e emoções, misturados à aspereza e ao clima do semiárido, que a condição lhes obriga a viver e a procurar meios de sobrevivência, expressando, assim, um espelhamento artístico ainda muito forte com a denúncia política e a situação histórico-social.
Durante o processo editorial do livro, Graciliano mostrou-se inteiramente cuidadoso com sua criação. Por conta da consciência social que existe no conteúdo do livro, moldada através de uma estrutura dramática realista, o enredo tem sido analisado pelos críticos por meio da relação do humano com os meios naturais e socioeconômicos. No entanto, em Vidas Secas Graciliano contornou alguns estilos literários de sua época ligados ao regionalismo, o que lhe proporcionou pontos positivos ou até inovadores. Unindo denúncia e elaboração artística, Graciliano, por exemplo, sendo comunista e político engajado, foi cauteloso nas tradicionais ingerências do narrador opiniático e evitou o protesto vulgar ou o panfletarismo (que poderia usar, como outros autores da época, para criticar os aspectos sociais do Brasil), o que o fez ser reconhecido por um "estilo seco, reduzido ao mínimo de palavras", mas provavelmente mais impactante do que se fosse de outra forma, acrescido de algumas inovações técnicas e de abordagem, como a quebra com a cronologia tradicional entre os capítulos. Tal escritura influenciou gerações de escritores até hoje, conforme podemos cotejar na obra de Euclides Neto, Rubem Braga, Milton Hatoum, Itamar Vieira Junior e muitos outros.
Vidas Secas é um romance afortunado, sucesso de crítica e de público. Best-seller, figura entre os livros mais importantes e influentes da literatura brasileira, tendo ganhado, em 1962, o prêmio da Fundação William Faulkner (EUA) como livro representativo da Literatura Brasileira Contemporânea. Também conquistou um enorme número de leitores, tendo vendido mais de um milhão e meio de exemplares, enquanto é leitura obrigatória em escolas, concursos e em vestibulares das melhores universidades do Brasil. Após sua publicação no Brasil em 1938, o livro circulou em território estrangeiro durante um bom tempo, sendo primeiramente lançado na Polônia e depois na Argentina, seguida por República Tcheca, Rússia, Itália, Portugal, França, Espanha, Estados Unidos e em muitos outros países ao longo dos tempos desde então. No Brasil, já passou da centésima edição. O cineasta Nelson Pereira dos Santos realizou uma premiada versão homônima de Vidas Secas em 1963, reforçando aspectos pertinentes da obra e do país.

## Antecedentes
Os anos 1930 no século XX ficaram marcados por propostas revolucionárias, disputas ideológicas e regimes nazifascistas ou autoritários. Nos dias 23 e 24 de novembro de 1935, ocorre a Intentona Comunista no Brasil, liderada sobretudo por militares, Luiz Carlos Prestes e Astrojildo Pereira (este escreverá mais tarde as suas impressões sobre Vidas Secas), fundadores do Partido Comunista Brasileiro (PCB); a Intentona dá origem à decretação do estado de sítio em todo território brasileiro e a ditadura Vargas, que posteriormente se assentará a partir de propaganda anticomunista e um golpe de Estado em 1937 com o pretexto de que havia uma ameaça comunista no Brasil, implementando o que se chamará Estado Novo, reage com violenta repressão e usa a Intentona como justificativa para prender quaisquer opositores do regime e principalmente simpatizantes do comunismo, entre eles Graciliano Ramos. Graciliano havia sido prefeito de Palmeira dos Índios por dois anos em 1927, e a qualidade de seu estilo de escrita nos seus ofícios administrativos enquanto prefeito chamaram a atenção de escritores e da crítica literária pelo país; já havia lançado Caetés (1933) e adquirido elogios de críticos como Valdemar Cavalcanti e Aurélio Buarque de Holanda pelo lançamento do livro, além de já ser o considerado autor do romance S. Bernardo (1934). Finalmente, Angústia será publicado ainda em 1936 com ajuda de amigos, entre eles o também importante escritor José Lins do Rego. Conforme conta o historiador e militar marxista Nelson Werneck Sodré em trecho de seu livro sobre a Intentona:
"A 15 de março de 1936, aportava ao Rio o barco em que vinham dezenas de presos do Nordeste, entre eles Graciliano Ramos. O romancista já era autor de Caetés e de São Bernardo e exercia a função de secretário da educação do governo de Alagoas. Preso em Maceió, fora metido, com os demais, no porão do navio e, ao desembarcar no Rio, conduzido à prisão. Peregrinaria de cárcere em cárcere, até na Ilha Grande, na companhia de facínoras e presos comuns de toda natureza; jamais seria ouvido, jamais seria processado. Era, simplesmente, vítima do desatinado ódio à cultura, que é da essência do fascismo. Contaria, muito depois, nas Memórias do Cárcere, a sua aventura, terrível descrição do que vira e conhecera, documento insuperável sobre a imbecilidade humana, retrato de uma época.
Foi também nestas circunstâncias de estado de sítio prorrogado, prisões de 901 civis e de 2.146  militares, 3.250 mil investigações, mais de 400 buscas domiciliares e afins que ocorreu a entrega de Olga Benário, companheira de Prestes (mantido preso por cerca de 10 anos) e grávida, pelo governo Vargas para ser assassinada pela Gestapo num campo de concentração da Alemanha Nazista. A prisão de Graciliano Ramos foi o caso mais divulgado em meio ao cenário caótico, devido a sua fama. O companheiro de cela de Graciliano Ramos foi Francisco Manoel Chaves, conforme ele próprio conta em Memórias do Cárcere. Outro nome ilustre do presídio a virar personagem do livro de Graciliano foi Nise da Silveira, que tivera a prisão decretada após uma enfermeira achar livros marxistas em seu quarto.

## Escrita e inspiração
Graciliano Ramos começou a escrever Vidas Secas, seu livro de cunho mais explicitamente social, ao sair da prisão onze meses depois em 1937. Neste mesmo ano, ganha o prêmio de literatura infantil do Ministério da Educação com A Terra dos Meninos Pelados (numa edição ainda não publicada totalmente em livro). "Cem dias depois de ter sido posto em liberdade, Graciliano iniciou um novo projeto literário", segundo o biógrafo Dênis de Moraes em O velho Graça: Uma biografia de Graciliano Ramos: um conto baseado na memória do sacrifício de um cachorro que o autor testemunhou quando criança no Sertão pernambucano. Em carta de 7 de maio de 1937 para sua esposa Heloísa Ramos, que estava em Alagoas, Graciliano relatou:
"Escrevi um conto sobre a morte duma cachorra, um troço difícil, como você vê: procurei adivinhar o que se passa na alma duma cachorra. Será que há mesmo alma em cachorro? Não me importo. O meu bicho morre desejando acordar num mundo cheio de preás. Exatamente o que todos nós desejamos. A diferença é que eu quero que eles apareçam antes do sono, e padre Zé Leite pretende que eles nos venham em sonhos, mas no fundo todos somos como a minha cachorra Baleia e esperamos preás. É a quarta história feita aqui na pensão. Nenhuma delas tem movimento, há indivíduos parados. Tento saber o que eles têm por dentro".

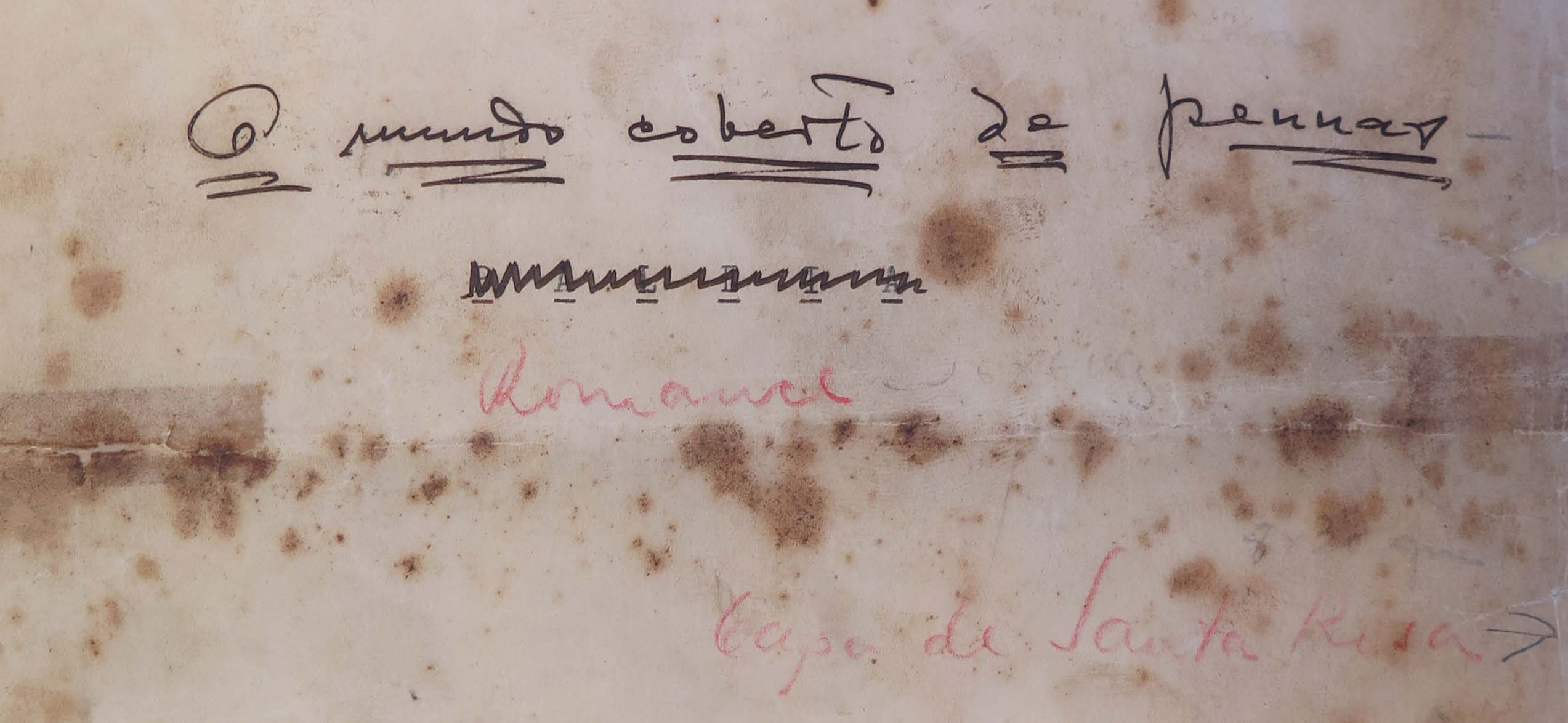
Detalhe da página de rosto do datiloscrito de Vidas Secas, em que se pode ler os dois títulos provisórios do romance, “O mundo coberto de penas” e “Baleia” (escrito à maquina e rasurado).

Graciliano Ramos enviou o conto "Baleia" para o suplemento literário de O Jornal e logo se arrependeu por julgá-lo de má qualidade, mas não sustou a remessa, pois precisava dos 100 mil-réis pelo trabalho. Remeteu cópia para seu tradutor argentino Benjamín de Garay, que lhe havia pedido "contos regionais, umas histórias do Nordeste". Não colocou os pés para fora da pensão por dois ou três dias até receber elogios dos habituês da Livraria José Olympio, Affonso Arinos, Augusto Frederico Schmidt e José Lins do Rego. José Maria Belo, chamando-lhe à parte, confessou que chorou com o sacrifício de Baleia, ao que Graciliano respondeu: "- Será que estava tão piegas assim?" No entanto, as opiniões favoráveis estimularam Graciliano a desenvolver a história. O conto "Baleia" seria anexado como capítulo ao romance. A próxima etapa foi esboçar os donos de Baleia, e optou por uma família de retirantes. Ainda segundo o biógrafo Dênis de Moraes,
"O processo de composição do romance – o único que escreveu na terceira pessoa – seria, por razões de ordem financeira, dos mais originais da literatura brasileira. A conta da pensão e as despesas duplicadas com a vinda da família para o Rio o obrigariam a escrever os capítulos como se fossem contos. Era um artifício para ganhar dinheiro, publicando-os isoladamente em jornais e revistas, à medida que os produzia. Às vezes, republicaria o mesmo conto, com título alterado, em outros periódicos. Dos 13 capítulos, oito sairiam nas páginas de O Cruzeiro, O Jornal, Diário de Notícias, Folha de Minas e Lanterna Verde, além de La Prensa, de Buenos Aires, através de Garay. [...]
"Examinando os originais, Francisco de Assis Barbosa comprovou a ausência de seguimento na narrativa. “Baleia”, o nono capítulo, foi o primeiro a ser escrito, em 4 de maio. Um mês e meio depois, escreveu “Sinha Vitória”, o quarto capítulo. E “Mudança”, o primeiro na ordem de apresentação, só ficou pronto em 16 de julho. As etapas do livro, portanto, não obedeceram a um esquema preestabelecido. Os episódios foram se amontoando, até que Graciliano os ordenasse para publicação, a pedido de José Olympio.
"Um romance desmontável, cujas peças podem ser destacadas para a leitura e seriadas de mais de uma maneira. Como telas de uma exposição que têm vida própria, independente das demais. Apesar de estruturado em uma sucessão de quadros aparentemente autônomos e contraditórios, o romance tem a regê-lo uma rigorosa unidade temática, uma completa harmonia interior cunhada, segundo Antonio Candido, “pelo demiurgo que os animou”. O sentimento da terra nordestina é o fio condutor da narrativa, materializado nos ásperos e cruéis embates do homem com a natureza da região.
"Fazendo uma conexão do passado com o presente, Graciliano rememora os anos de seca na infância em Buíque exatamente em uma época (fim da década de 1930) em que se acelera a migração interna do Nordeste para o Sul. Inspirava-o não propriamente o meio ambiente (tanto que escreveria, em 1944, a João Condé: “Fiz um livrinho sem paisagens”), mas a dilacerante consciência da condição humana rarefeita na caatinga".
O biógrafo Dênis Moraes também relata que não fora fácil o esforço de Graciliano Ramos para concretizar o romance:
"Vivendo em um quarto minúsculo com a mulher e as filhas, restava-lhe como alternativa acordar de madrugada para escrever. Levantava-se na ponta dos pés, lavava o rosto, sentava-se à mesa repleta de livros. Acendia o abajur de lâmpada fraca, embebia a caneta no tinteiro e, lentamente, escrevia, com letra bem legível, nas folhas de papel sem pauta. Era costume seu tirar da carteira os cigarros Selma, amassar as pontas até que a cortiça saísse toda e acendê-los com palitos de fósforo. De vez em quando, abria o armário e tomava um trago de cachaça. A labuta prosseguia até as primeiras horas da manhã."

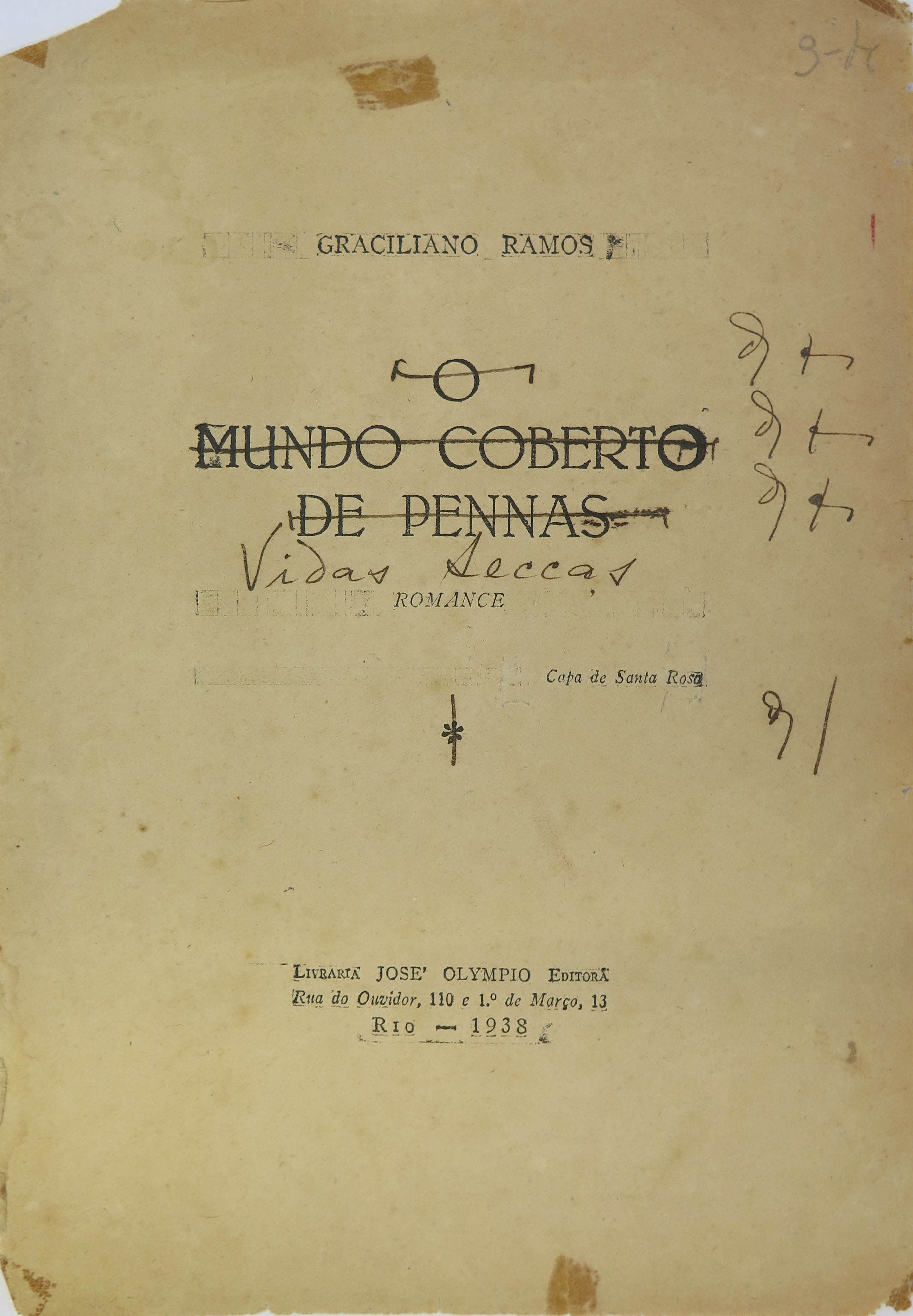
Página de rosto da prova tipográfica de Vidas Secas – o momento em que o romance ganha seu título definitivo. Graciliano risca o título provisório "O Mundo Coberto de Penas" - nome de um dos capítulos - e escreve embaixo Vidas Secas.

"Desacostumado ao barulho das crianças", Graciliano reclamava com as filhas, sobretudo quando elas insistiam nas travessuras; à tarde, a esposa Heloísa as levava ao Largo do Machado para que o marido pudesse descansar e, quando retornavam, ainda segundo Dênis de Moraes, "O jeito rabugento desaparecia por completo. Terno, afastava a montanha de papéis que jazia na mesa para mostrar a elas os distantes lugares assinalados nos mapas dos dicionários, inventando deliciosas histórias."
"Horas depois, metodicamente, Graciliano punha-se a rever os manuscritos da madrugada. Riscava sem dó as palavras indesejáveis. Para sentir a sonoridade do texto, lia os capítulos em voz alta para Heloísa. De tanto ouvir o pai repetir as mesmas passagens, Luísa, de seis anos, e Clara, de cinco, aprenderiam a recitar de cor: “Uma, duas, três, quatro, havia mais de cinco estrelas no céu”. Ao todo, seis árduos meses de trabalho. A cada capítulo terminado, Zora Seljan levava as laudas datilografadas para os jornais que iriam publicá-los. Até para receber dinheiro recorria frequentemente à amiga. “O Graça saía pouco, não queria circular muito por aí, ainda receoso com os problemas políticos”, deporia Zora, sua inseparável parceira no xadrez."
Em carta de 13 de dezembro de 1937 a Benjamín de Garay, Graciliano confessa o que perseguia na escritura do romance:
"O meu bárbaro pensamento é este: um homem, uma mulher, dois meninos e um cachorro, dentro de uma cozinha, podem representar muito a humanidade. E ficarei nisto, enquanto não me provarem que os arranha-céus têm alma".
Assim como São Bernardo, Vidas Secas possui estilo contido e seco, ao contrário de Angústia ― de acordo com o amigo e crítico Antonio Candido, este último é "[...] Romance excessivo, contrasta com a discrição, o despojamento dos outros, e talvez por isso mesmo seja mais apreciado, apesar das partes gordurosas e corruptíveis (ausentes de São Bernardo ou Vidas Secas) que o tornam mais facilmente transitório. [...]" O romance Vidas Secas originalmente se chamaria "O Mundo Coberto de Penas", título do penúltimo capítulo, em referências às penas negras dos corvos cobrindo o chão seco. O texto original está grafado assim, mas riscado e escrito embaixo Vidas Secas pelo próprio punho de Graciliano. Antes, o autor pensou também em Fuga, enquanto que Augusto Frederico Schmidt lhe sugeriu Vidas Amargas, mas, conforme conta o biógrafo Dênis Moraes, o irmão do editor e livreiro José Olympio, Daniel Pereira, responsável pela editoração, venceu ao opinar:
"– Graciliano, esse título, 'O Mundo Coberto de Penas', não tem nada a ver com seu romance. Tinha de ser alguma coisa que retratasse melhor esses seus personagens, que têm umas vidas secas..."

## Publicação e contexto literário
"Poucos amigos sabiam que os contos eram partes de um romance. “Ele escreveu na maior moita”, recordaria Rachel de Queiroz. “Quando recebi o livro já editado, fiquei uma fera e disse-lhe todos os palavrões possíveis. Perguntei-lhe: ‘Então, seu cachorro, você joga uma obra-prima em cima de nossos pobres livrinhos?’. Ele riu muito, ficou na maior alegria com a minha bruta admiração pelo seu trabalho”".

Graciliano Ramos. Arquivo Nacional.

Quarto e último romance de Graciliano Ramos, Vidas Secas é publicado em março de 1938 pela antológica Livraria José Olympio Editora. Durante o processo editorial do livro, Graciliano mostrou-se inteiramente cuidadoso com sua criação, frequentando diversas vezes a gráfica responsável pela elaboração da obra e examinando meticulosamente o material quando esse entrava no prelo, para ter a certeza que a revisão não interferiria em seu texto. Os anos 1930 também foram marcados pelo regionalismo na literatura brasileira, traço da chamada "segunda geração modernista", que produziu o "romance de 30". A crítica literária Lúcia Miguel Pereira escreverá que, neste aspecto, Vidas Secas seria um romance tardio do regionalismo (conferir a seção A recepção de Vidas Secas). O próprio Graciliano Ramos, na ocasião do lançamento do romance, declarou a sua posição neste cenário, no jornal A Gazeta de São Paulo:
| “ | O que me interessa é o homem, e o homem daquela região paupérrima. Julgo que é a primeira vez que esse sertanejo aparece em literatura. Os romancistas do Nordeste têm pintado geralmente o homem do brejo. É o sertanejo que aparece na obra de José Américo e José Lins. Procurei auscultar a alma do ser rude e quase primitivo, que mora na zona mais recuada do sertão, observar a reação desse espírito bronco ante o mundo exterior, isto é, a hostilidade do meio físico e da injustiça humana. Por pouco que os selvagens pensem - e meus personagens são quase selvagens - o que ele pensa merece anotação. Foi essa pesquisa psicológica que procurei fazer, pesquisa que os escritores regionalistas não fazem nem mesmo podem fazer, porque comumente não conhecem o sertão, não são familiares do ambiente que descrevem.[...] | ” |
|   | — Graciliano Ramos, em A Gazeta, São Paulo, 15 de março de 1938.. |   |

## Capa da primeira edição
Publicado em 1938 pela Livraria José Olympio Editora, o desenho da capa da primeira edição é assinado por Tomás Santa Rosa, prolífico gráfico brasileiro responsável pela capa dos principais escritores da época e, posteriormente, pela inovação cênica do teatro brasileiro.

## Síntese do romance

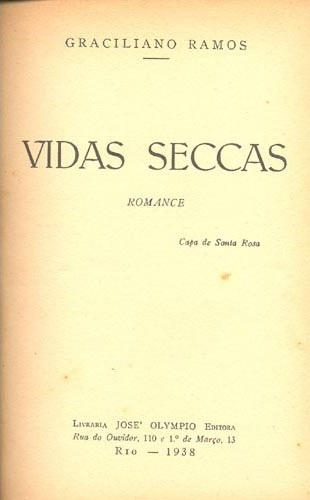
Folha de rosto da primeira edição de Vidas Secas, com a grafia diferente da capa.

Vidas Secas retrata a vida de pessoas que vivem no sertão brasileiro e o sacrifício delas para sobreviver. Tendo como tema a luta pela sobrevivência diante do flagelo da estiagem, Graciliano Ramos traz em seus personagens muito da existência nordestina. Os principais personagens são: Fabiano, Sinhá Vitória, Menino mais Velho, Menino mais Novo, a cachorra Baleia e o papagaio, que serve de alimento providencial que a família come para aliviar a fome. O soldado amarelo, o fiscal da prefeitura e o dono da fazenda antagonizam com Fabiano e representam a opressão do poder oligárquico institucional. Seu Tomás da Bolandeira é mencionado e lembrado como rico exemplo oposto aos retirantes, mas não aparece.
O romance aborda fundamentalmente a problemática da seca e da opressão social no Nordeste do Brasil. A dura andança justifica a inutilidade da comunicação entre os membros da família, o fato dos meninos não terem nome próprio, as dificuldades de fala de Fabiano e a inquietação constante. Ao contrário dos romances anteriores, é uma narrativa em terceira pessoa, com o discurso indireto livre predominante para a finalidade de penetrar no mundo introspectivo dos personagens, já que esses não têm o domínio da linguagem necessária para estabelecer a comunicação.
Vidas Secas tem um caráter modernista fragmentário que não deixa de ser inovador. São "quadros", episódios que acabam se interligando com uma certa autonomia. Conforme notou o autor Affonso Romano de Sant'Anna:
"Estamos, sem dúvida, diante de uma obra singular onde os personagens não passam de figurantes, onde a história é secundária e onde o próprio arranjo dos capítulos do livro obedece a um critério aleatório".
Do ponto de vista artístico e composicional, Vidas Secas consegue de forma impressionante a combinação da uniformidade da monotonia com a variação do perigo. A uniformidade se apresenta na frequência de frases coordenadas e períodos curtos; a variação é efetivada na pormenorização constante de objetos, gestos, percepções, que surpreendem.

## Capítulos comentados

### Capítulo I: Mudança

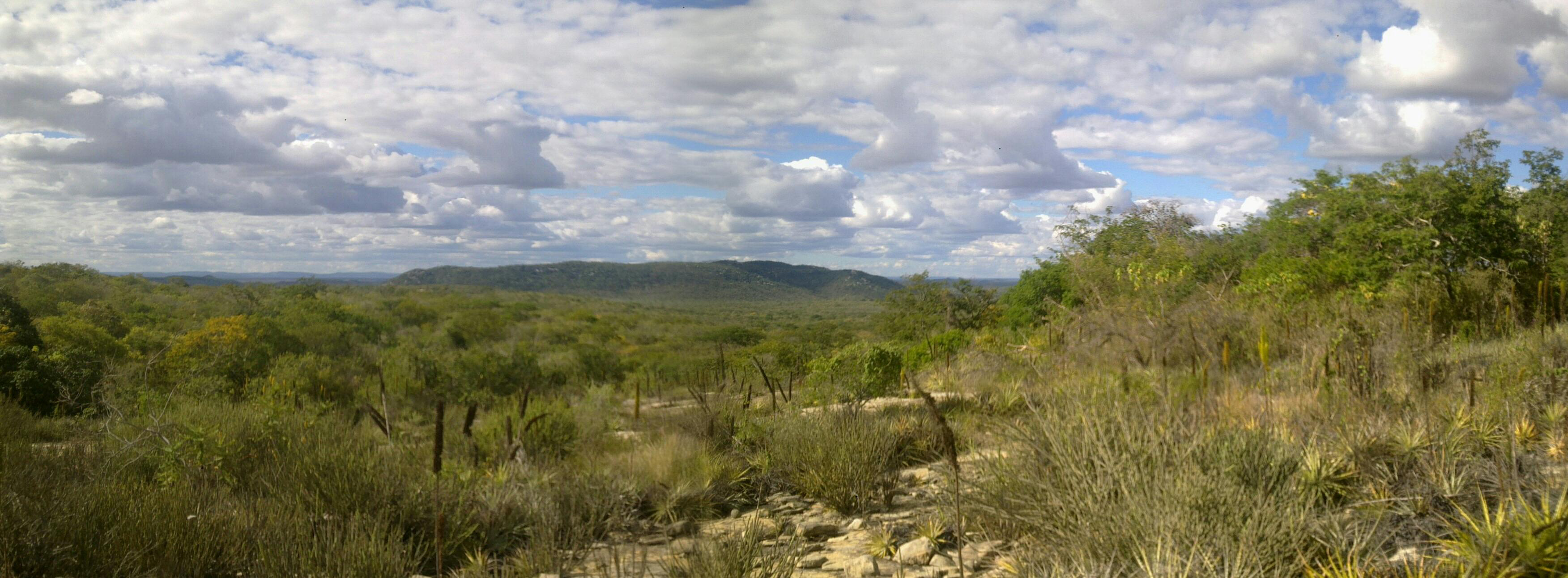
Uma paisagem da caatinga em fotografia de maio de 2016.

"Na planície avermelhada os juazeiros alargavam duas manchas verdes. Os infelizes tinham caminhado o dia inteiro, estavam cansados e famintos. Ordinariamente andavam pouco, mas como haviam repousado bastante na areia do rio seco, a viagem progredira bem três léguas. Fazia horas que procuravam uma sombra. A folhagem dos juazeiros apareceu longe, através dos galhos pelados da catinga rala.
[...] Levantaram-se todos gritando. O menino mais velho esfregou as pálpebras, afastando pedaços de sonho. Sinha Vitória beijava o focinho de Baleia, e como o focinho estava ensanguentado, lambia o sangue e tirava proveito do beijo."
O primeiro capítulo nos apresenta um acontecimento que é produto de outros acontecidos, supondo toda uma narrativa anterior implícita, em que paira o silêncio. Os retirantes atingem uma fazenda em abandono e Fabiano, o pai, arranja uma fogueira, enquanto a cadela Baleia carrega consigo nos dentes um preá. O capítulo apresenta a incomunicabilidade dos pais com os filhos, que resulta na rudeza de Fabiano para com eles. O pai se anima com a promessa de chuva no poente.

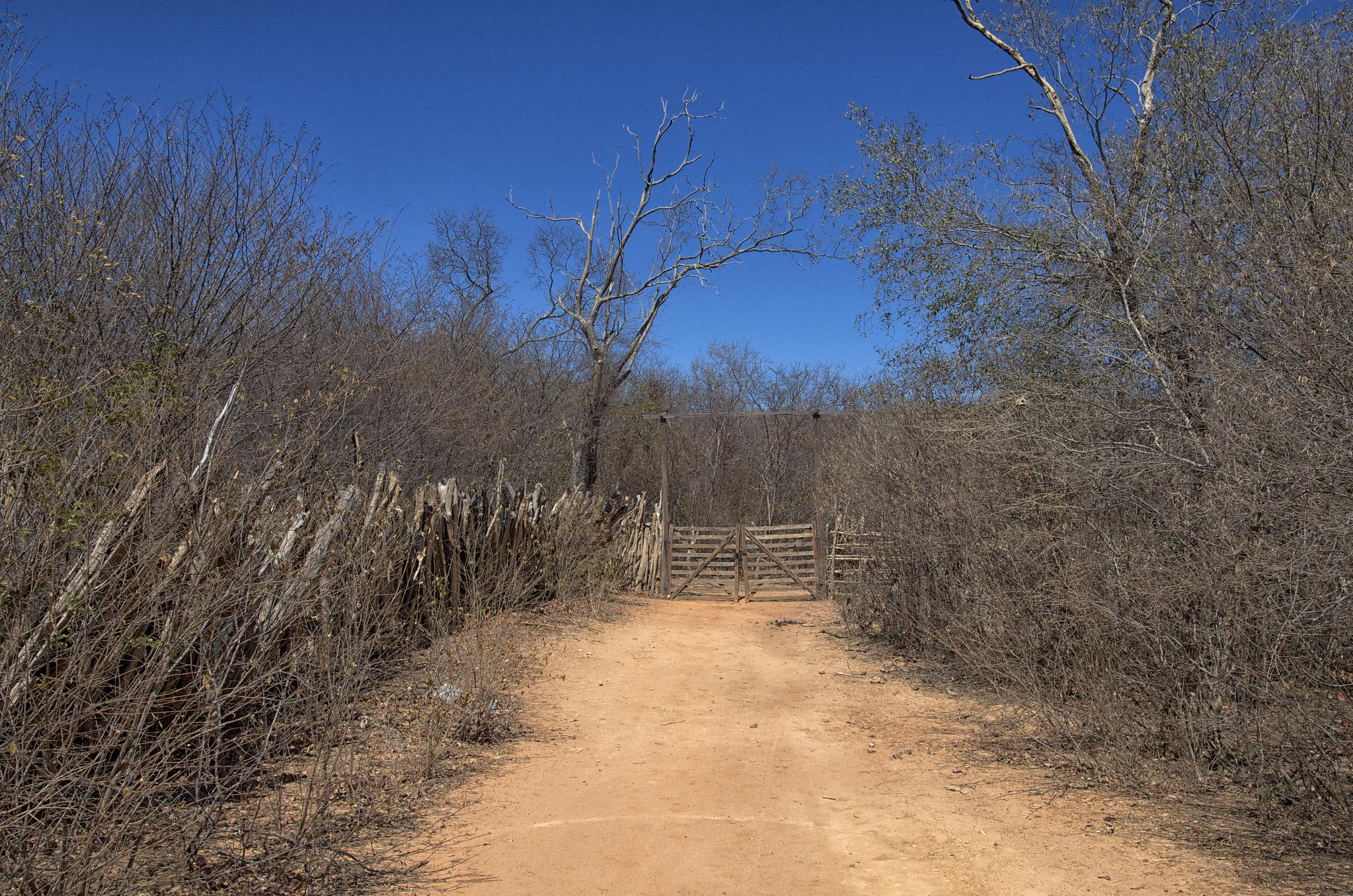
Fotografia de 2012 no sertão nordestino.

Fundamentalmente, este capítulo apresenta os conjuntos de situações que não irão ter mudanças significativas ao longo do romance, com exceção dos capítulos "Cadeia", "Festa" e "O soldado amarelo", em que realmente ocorre algo de inesperado, não à toa na relação entre a família e a periferia da cidade, denunciando, por isso mesmo, uma crise de incomunicabilidade e de receptibilidade.

### Capítulo II: Fabiano
"Agora Fabiano era vaqueiro, e ninguém o tiraria dali. Aparecera como um bicho, entocara-se como um bicho, mas criara raízes, estava plantado."
Neste capítulo, Graciliano nos mostra mais especificamente a personalidade do vaqueiro Fabiano, um indivíduo cuja vida era com os brutos e cuja linguagem era deficiente. Dizia ― contente ― para si mesmo "Você é um bicho, Fabiano", e, diante de sua ignorância intelectual, comparava-se a um certo Seu Tomás da Bolandeira, que, segundo Fabiano, era "máquina de descaroçar algodão", falava bem, e "lia demais". Fabiano sonhava com a cama de couro de Tomás da Bolandeira, personagem que nunca aparece a não ser por meio das memórias das personagens, homem poderoso da região, que votava, era alfabetizado, enfim, um modelo de erudição e civilização para Fabiano e família.
Sem onde cair morto, Fabiano encontrou uma casa e abrigou-se ali, mas logo o proprietário, um fazendeiro, tentou expulsá-lo. O personagem, com o intuito de permanecer na casa, ofereceu seus trabalhos ao fazendeiro. O então-patrão é um sujeito autoritário, que entregou a Fabiano marcas de ferro. Fabiano obedecia-lhe, preocupado com o futuro e com os filhos. Depois de vários desencontros, o fazendeiro despede Fabiano e agora ele e sua família retomam o círculo da andança.

### Capítulo III: Cadeia
Na feira da cidade, Fabiano encontra um soldado amarelo que o convida a jogar trinta-e-um. Fabiano perde a partida, e dá as costas. O soldado, furioso, o insulta por ter saído sem se despedir e o prende. Fabiano apanha. Na verdade, o soldado amarelo pôs Fabiano na cadeia porque procurava exercer sua autoridade e discriminação com um tipo social que julgava ser mais fraco e contra o qual historicamente o autoritarismo recai, e não por mera antipatia pessoal.

### Capítulo IV: Sinha Vitória
Embora a presença do marido a deixe segura, Sinha Vitória ― a forma utilizada no romance é a usual no Nordeste do Brasil, "Sinha", e não "Sinhá" como, por exemplo, no Sudeste ― sente muito medo da seca. Constantemente lembra do curso da viagem, da morte do papagaio, e também do seu Tomás de Bolandeira, que tinha uma cama de lastro de couro, da qual ela sonhava ter há mais de um ano. Talvez atento ao estilo machadiano, que se esforça em tratar a mulher num plano mental e psicológico distinto do plano masculino (por exemplo, no contraste entre Bentinho e Capitu, que tinha melhores sonhos do que ele, no romance Dom Casmurro), Graciliano retrata Sinha Vitória mais culta que Fabiano e com uma "animalização" menor que a dele, deixando de lado a afirmação de alguns antropólogos de que a mulher teria uma relação mais íntima com a natureza do que o homem.

### Capítulo V: O menino mais novo
O menino mais novo quer ser igual ao pai, realizando algo que despertasse a admiração de seu irmão e da cachorra Baleia. Pegando como modelo Fabiano que amansou e montou numa égua, o menino mais novo tenta montar num bode, mas acaba caindo e provocando risadas do irmão e a desaprovação da cachorra.
Graciliano reforça em seu estilo a resistência da família a não deixar se entregar à brutalização, sempre tentando sonhar, como acontece com o menino mais novo e com a mãe que, ainda neste capítulo, continua a desejar uma cama de lastro de couro.

### Capítulo VI: O menino mais velho
"Todos o abandonavam, a cadelinha era o único vivente que lhe mostrava simpatia."
O menino mais velho, possuindo grande curiosidade pela palavra "inferno", tenta procurar seu sentido com o pai, que não lhe dá explicação alguma, e logo depois com a mãe, que lhe apresenta uma alusão de espetos quentes e fogueiras. Sinha Vitória dá um cascudo no filho quando ele pergunta se a mãe tinha visto em sua vida uma dessas coisas, e esconde-se abraçado com Baleia. Seu maior ideal era ter um amigo.
Em contrapartida com o menino mais novo, seu irmão, o menino mais velho apresenta sinais de uma dolorosa imitação paterna: não conseguiu saber o que significa "inferno" e, pior ainda, recebeu uma reprimenda da mãe, reforçando em sua mente a ideia de que a linguagem não tem boa acolhida no contexto dos retirantes. Essa situação, também presente nas dificuldades linguísticas de Fabiano, conclui que no caso do pai são resultados de uma inadaptação cultural, e que não possuem origens patológicas.
Por outro lado, no ângulo do narrador, a insistência de saber o que é inferno é somente discreta mas intensa ironia, a partir do momento em que toda a família estava submetida ao inferno do sol.

### Capítulo VII: Inverno
Reunidos em volta de uma fogueira, a família escuta atenta uma história que Fabiano tenta contar, mas acabam não compreendendo nada, porque o próprio contador não soube expressar-se da melhor forma. Novamente, a falta de comunicação e um retrato da deficiência de linguagem. Embora a cena possa parecer estranha aos leitores no sentido de que é impossível uma reunião familiar sob as condições de completa apertura, Graciliano utiliza aqui a técnica da angústia e da distração, em que a primeira é sempre esquecida pelas personagens através da segunda, como se fosse uma suposta cura da doença.
A família teme a violência que a chuva possa trazer, e a seca que virá depois.

### Capítulo VIII: Festa
"Comparando-se aos tipos da cidade, Fabiano reconhecia-se inferior."
Na época de natal, a cidade comemora. As roupas da família ficaram apertadas e os meninos estranham toda a gente. Depois de festejarem, Fabiano pretende ir às barracas de jogo, mas Sinha Vitória não permite. Fabiano fica bêbado e, consecutivamente, atrevido; dorme na calçada da cidade, sonhando com vários soldados amarelos que pisavam em seus pés e que o ameaçavam com facões.
O elemento regionalista da ficção reforça o sentimento de dignidade humana do comportamento sertanejo e, embora este capítulo represente a sensação de inferioridade da família, também salienta sua força e bravura, que virá a se manifestar mais cedo ou mais tarde.

### Capítulo IX: Baleia
"Baleia queria dormir. Acordaria feliz, num mundo cheio de preás. E lamberia as mãos de Fabiano, um Fabiano enorme."
Por causa do comportamento estranho de Baleia, Fabiano desconfia que ela está com raiva (hidrofobia), e resolve matar a cachorrinha. Baleia desconfia do plano e esconde-se, enquanto a mãe Sinha Vitória acalma os filhos no colo. Baleia consegue fugir com um grave ferimento em uma de suas pernas, e acaba morrendo.
Este é um dos trechos mais comentados, influentes e comoventes da literatura brasileira. Se até agora Graciliano utilizava fielmente o realismo, seu estilo se inverte quando trata de Baleia neste capítulo. Considerado como "um momento de poesia trágica de Vidas Secas", o capítulo nos apresenta um narrador que, ternamente, se transfere para dentro do animal, revelando seus mais íntimos e últimos desejos, atingindo o máximo de sua humanização diante de humanos animalizados. O desejo último de Baleia, um libelo contra aquela condição existencial hostil, envolve carinhosamente até mesmo o próprio Fabiano que a matou, mas "um Fabiano enorme", não raquítico.

### Capítulo X: Contas

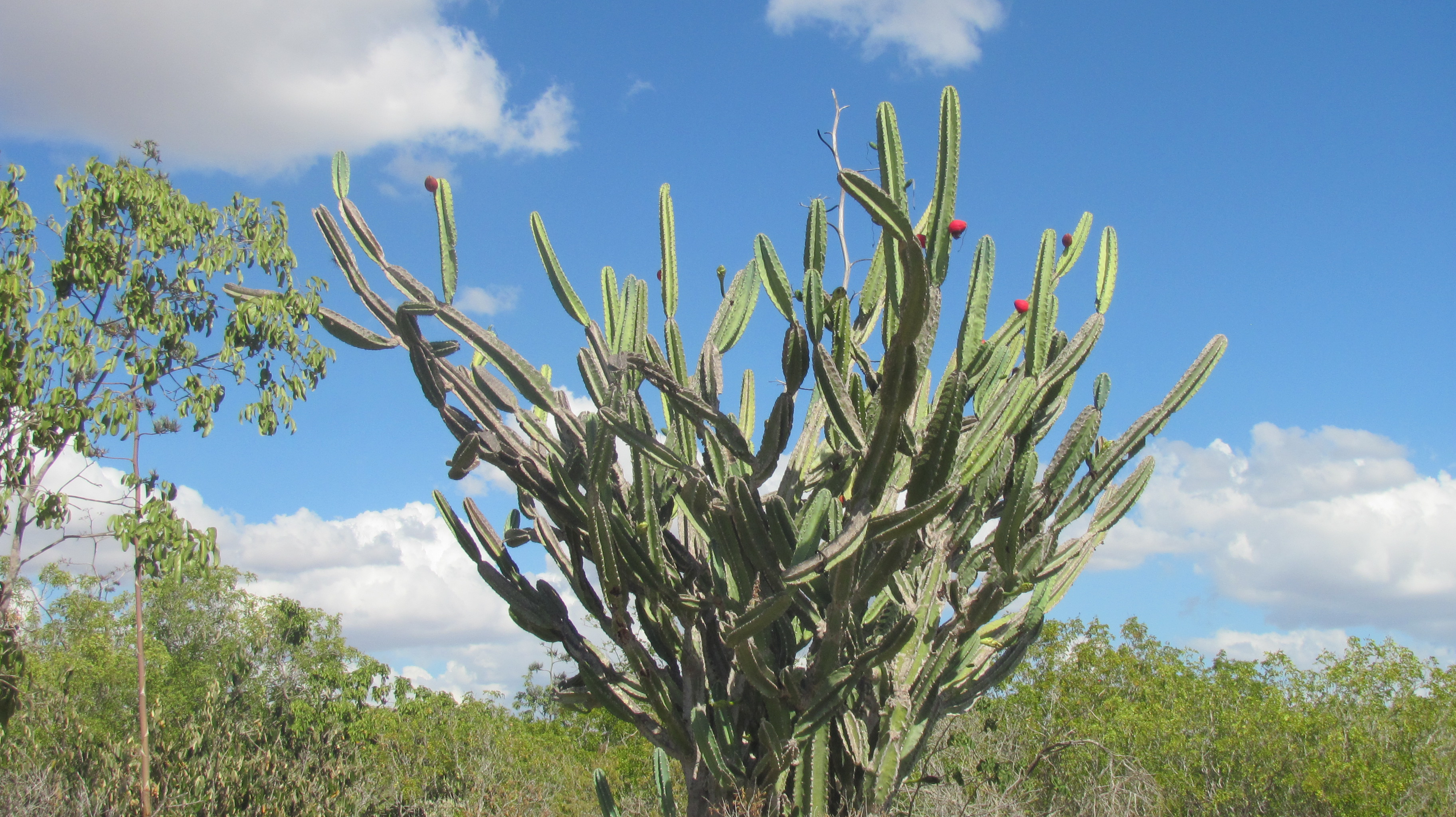
Mandacaru, árvore nativa do Brasil, disseminada no Semiárido do Nordeste, em foto de 2015. "Mandacaru" vem do tupi mãdaka'ru ou iamanaka'ru, que significa «espinhos agrupados danosos».

"O pai vivera assim, o avô também. E para trás não existia família. Cortar mandacaru, ensebar látegos - aquilo estava no sangue. Conformava-se, não pretendia mais nada."
Aquele fazendeiro do Capítulo I acaba se tornando patrão de Fabiano novamente e o rouba nas contas. Ordena que os animais ― bezerros e cabritos ― de Fabiano, que lhe cabiam como pagamento do trabalho, precisam ser vendidos ao patrão. Fabiano reclama, já que as contas do patrão não conferem com as contas feitas por Sinha Vitória. Diante disso, o fazendeiro aconselha Fabiano a procurar emprego noutra fazenda. Fabiano acaba se desculpando. Depois, recorda a injustiça que sofreu de um fiscal da prefeitura por ter tentado vender um porco.

### Capítulo XI: O soldado amarelo
Andando pela caatinga, Fabiano acaba reencontrando-se com o soldado amarelo que o havia levado para a prisão. Fabiano sente-se no poder de vingança quando vê que o soldado está acovardado, mas vacila em sua intenção, e acaba ensinando ao soldado o caminho do retorno. Esta é uma das cenas de maior ironia na obra, pois aqui o soldado apresenta-se pessoal e socialmente como é, não como anteriormente, a partir do que a instituição o fazia parecer. Tal fato leva a uma lúcida conclusão que inverte a posição de inferioridade e superioridade do encontro anterior: a força de Fabiano vem dele mesmo, um homem próximo da caatinga, enquanto que a força do soldado e sua coragem não advêm dele próprio, mas da instituição a qual pertence e se acoberta.

### Capítulo XII: O mundo coberto de pena
A família começa a notar que a seca está voltando através das aves de arribação. Fabiano, admirado pela inteligência de Sinha Vitória quando esta observa que as aves andam bebendo a água que mantém vivos os outros bichos, atinge uma grande quantidade delas com sua espingarda, pois, posteriormente, essas aves servirão de alimento para a família. É explícito, aqui, o caráter da luta pela sobrevivência.
Fabiano não consegue esquecer Baleia. Era preciso sair dali. Novamente as personagens lançam-se na andança.

### Capítulo XIII: Fuga

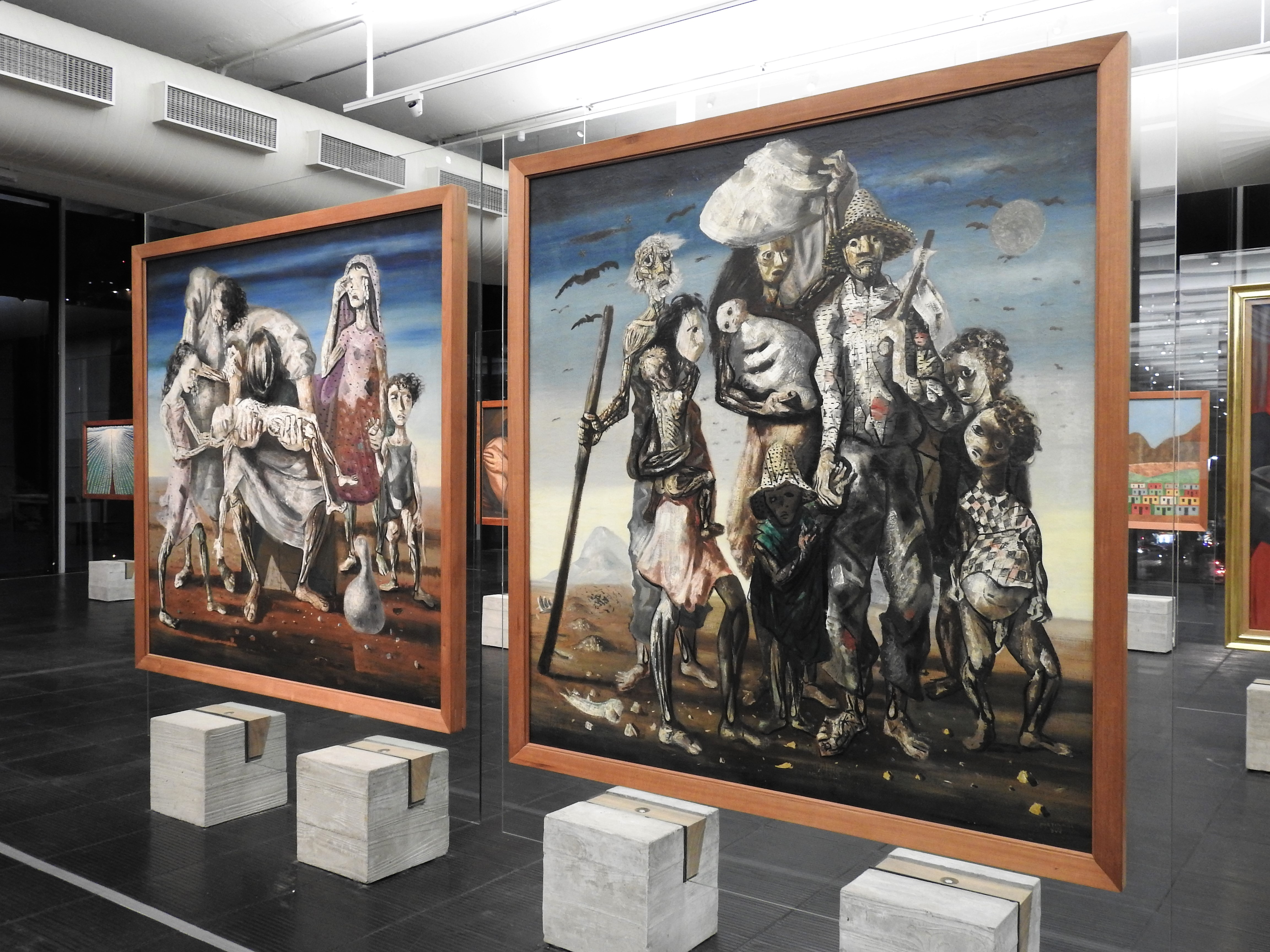
Criança Morta (1944) e Retirantes (1944), pinturas famosas de Portinari, no Museu de Arte de São Paulo. Em carta de 18 de fevereiro de 1946, o autor de Vidas Secas indagou o pintor de Retirantes, depois de definir seu trabalho como "digno", se a arte dependia da desgraça de alguns para existir:
"[...] Dizem que somos pessimistas e exibimos deformações; contudo as deformações e miséria existem fora da arte e são cultivadas pelos que nos censuram. O que às vezes pergunto a mim mesmo, com angústia, Portinari, é isto: se elas desaparecessem, poderíamos continuar a trabalhar? Desejamos realmente que elas desapareçam ou seremos também uns exploradores, tão perversos como os outros, quando expomos desgraças? [...]"

"E andavam para o sul, metidos naquele sonho. Uma cidade grande, cheia de pessoas fortes. Os meninos em escolas, aprendendo coisas difíceis e necessárias. [...] O sertão continuaria a mandar gente para lá. O sertão mandaria para a cidade homens fortes, brutos, como Fabiano, Sinha Vitória e os dois meninos."
Partindo de madrugada, alimentam-se de um bezerro que Fabiano possuía e salgou a carne. Fabiano ouve, cheio de esperança, os sonhos de Sinha Vitória. Acredita-se que o último capítulo é uma porta aberta para sair-se do contínuo giro circular, aquele em que a família vivenciou durante toda a obra, mas nem de longe um "final feliz". Este final introduz na obra a grande e ainda verossímil utopia migratória que grande parte dos sertanejos e nordestinos nutrem das metrópoles brasileiras industrializadas do Sudeste e do Sul (cf. os verbetes Migração nordestina no Brasil e História da industrialização no Brasil), tornando-se importantíssimo desfecho do romance.

## Estrutura do romance
No que diz respeito à estrutura, o livro apresenta treze capítulos, dentre os quais alguns podem até ser lidos em outra ordem (romance desmontável), que não a impressa no livro. Entretanto, alguns capítulos, como o primeiro, "Mudança", e o último, "Fuga", devem ser lidos nesta ordem. Esses dois capítulos reforçam a ideia de que toda a miséria que circunda os personagens de Vidas Secas representa um ciclo, em que, quando menos se espera, a situação se agrava e a família é obrigada a se retirar, repetidas e repetidas vezes.
A obra de Graciliano pode ser considerada um marco para a literatura brasileira, visto que há a implícita (e, em alguns casos, até explícita) crítica social a toda pobreza no sertão nordestino, que atinge uma boa parcela da população, e que, de fato, acaba por prejudicar todo o país, impedindo maiores desenvolvimentos. Há a tentativa, portanto, de se mostrar a desarticulação dessa região com o resto do país (um Brasil pobre dentro de todo o Brasil).
O próprio título da obra, se analisado corretamente, nos dará pistas importantes da mensagem que Graciliano quer passar: "Vidas" se opõe a "Secas", pois a primeira tem sentido de abundância, enquanto, a segunda, de vazio, de falta, configurando um paradoxo (ou "oxímoro", oposição de ideias resultando em uma construção de sentido ilógico). Além disso, denotativamente, o adjetivo "secas" se refere a "vidas", e, dessa forma, teria o sentido de que a família sofre com a seca. Por outro lado, conotativamente, pode-se relacionar aquele adjetivo a uma vida privada, miserável.

### Geralvsparticular
Graciliano Ramos representa as condições gerais da vida no Nordeste do Brasil, a vida de classes subalternas sob o jugo do latifúndio e da seca sem clemência, sem dispor de uma narrativa mais complexa que particularizasse a vida de cada uma das personagens. Assim, a vida de Fabiano e família não deixa de tratar-se de uma situação especificadamente comum e até mesmo estereotipada. No entanto, o ponto que tem sido estudado ao longo das décadas é o de que o autor soube fugir dos perigos do lugar-comum, primeiramente através do não falseamento do que realmente pretendia fazer: toma um caso particular de uma série uniforme de ocorrências e, então, passa a descrevê-lo. Portanto, se Fabiano não possui um caráter inconfundível e singular, isto não se deve a uma debilidade do narrador, mas, conforme o crítico Francisco Achcar pontua, "deve-se à verdade e coerência que Graciliano quis manter com suas próprias premissas".

### O narrador
O narrador de Vidas Secas é em terceira pessoa, onisciente e onipresente, e com inúmeras passagens com discurso indireto livre. O romance de Graciliano evita frases enunciativas comuns do tipo "Fabiano pensou que..." ou "Sinha Vitória imaginava que...", transformando o discurso indireto em discurso indireto livre, como no seguinte exemplo, em que não é o narrador em si quem diz, mas a própria personagem que conversa consigo mesma:
"Não percebendo o que o filho desejava, repreendeu-o. O menino estava ficando muito curioso, muito enxerido. Se continuasse assim, metido com o que não era da conta dele, como iria acabar?"
Um outro exemplo do discurso indireto livre em Vidas Secas:
"Olhou a caatinga amarela, que o poente avermelhava. Se a seca chegasse, não ficaria planta verde. Arrepiou-se. Chegaria, naturalmente."
Omitindo, no caso acima, a oração enunciativa do tipo "Fabiano pensou que, se a seca chegasse, não ficaria planta verde", o narrador pratica o discurso indireto livre, que é uma técnica eficiente para representar o pensamento da personagem. Imediatamente após, toma distância novamente, ao expor que o personagem se arrepiou, para, então, uma vez mais, afirmar indiretamente que Fabiano concluiu que a seca chegaria naturalmente.
O discurso indireto livre permite diversas possibilidades, que são exploradas em Vidas Secas. A crítica moderna tem chamado de "monólogo interior" (ou fluxo de consciência) a verbalização ou exposição do pensamento da personagem, e a forma sintática do discurso indireto livre desencadeia muitas vezes esse tipo de elemento literário, conforme o trecho a seguir:
"Foi sentar-se debaixo de outra árvore, avistou a serra coberta de nuvens. Ao escurecer, a serra misturava-se com o céu e as estrelas andavam em cima dela. Como era possível haver estrelas na terra?
Na última frase acima, que também constitui discurso indireto livre, a interrogação faz parte da própria personagem flagrada. Outro recurso visível desse modo de discurso é a intercalação do discurso do narrador com fluxos de pensamentos das personagens, conforme o excerto a seguir:
"Fabiano cochilava, a cabeça pesada inclinava-se para o peito e levantava-se. Devia ter comprado o querosene de seu Inácio. A mulher e os meninos aguentando fumaça nos olhos.
Acordou sobressaltado. Pois não estava misturando as pessoas, desatinando? Talvez fosse efeito da cachaça. Não era: tinha bebido um copo, tanto assim, quatro dedos. Se lhe dessem tempo, contaria o que se passara."
Graciliano Ramos emprega essa forma de discurso narrativo para apresentar a "interioridade" de suas personagens. Tem sido notado o fato da omissão e raridade da palavra que em páginas inteiras de Vidas Secas, pois sabe-se que essa é uma palavra inexistente ou ao menos implícita no discurso indireto livre.

### O tempo
Para Affonso Romano de Sant'Anna, a história de Vidas Secas é a-histórica, ou seja, ainda segundo ele, "um tipo de acronia, uma vez que não se situa em nenhum tempo específico." No entanto, embora não haja delimitação exata de tempo cronológico na narrativa, que indicasse ser contemporânea ao autor ou mais antiga ou até futurista, alguns elementos da própria narrativa marcam certos aspectos histórico-sociais: tem sido notado, por exemplo, que o final de Vidas Secas representa de maneira exemplar a migração nordestina para o Sudeste e o Sul industrializados tal como ocorria com expressividade na década de 1930 no contexto da história da industrialização no Brasil. Historiadores, porém, destacam longas estiagens anteriores à seca da década de 1930, na segunda metade do século 19, com retratos ainda mais duros numa série de registros e documentos. Por exemplo, há estimativa de que a seca de 1877 e 1879 tenha provocado a morte de cerca de 400 mil pessoas, o equivalente à metade da população cearense da época. Foi a partir de 1888, num período severo de seca, que o fenômeno climático da estiagem passou a ser uma questão nacional, aponta o geógrafo e ambientalista Lucivânio Jatobá.
Esse dado é particularmente importante, porque a seca de 1915, por exemplo, será imortalizada na ficção regionalista O Quinze de Rachel de Queiroz, lançada em 1930. E, mais do que isto, não há dúvidas, ainda, que, em trechos sutis, Vidas Secas dá ideia clara de tempo cronológico justamente em torno desse fenômeno telúrico: "Recordou-se do que lhe sucedera anos atrás, antes da seca, longe.", diz um trecho do capítulo "Contas". Portanto, segundo o jornalista Luiz Cláudio Ferreira, a seca de 1932-1936, entre a última grande seca (1958) com impactos socioeconômicas registrada no Brasil, inspirou Vidas Secas (1938), sendo aquela seca parte do contexto do romance, assim como o quadro Retirantes (1944) de Portinari (conferir, na última imagem da seção anterior, correspondência de Graciliano ao pintor), já que essa estiagem atingiu não só estados nordestinos, como também chegou a Minas Gerais, Rio de Janeiro e São Paulo. Assim, a seca de 1932, que foi a última catástrofe, chocou Graciliano; conforme conta o pesquisador e autor de livros de história nordestina Cicinato Ferreira, "Foi uma seca que teve uma visibilidade maior por causa dos campos de concentração. Para evitar que as populações de Fortaleza sofressem os efeitos da migração, colocavam as pessoas em barracas, em espécies de currais. Muitas pessoas doentes morreram nessas condições subumanas".

## Inovações

### Estilo de época
“[...] Graciliano foi, em sua geração, a chamada geração regionalista dos anos 30, aquele que melhor soube casar a denúncia com a elaboração artística.”

Francisco Achcar.
A prosa graciliana pretende expor os dramas sociais. Pertencente à segunda geração do modernismo brasileiro (cf. o verbete romance de 30), que, entre diversos esforços, partindo de situações histórico-sociais prementes de seu tempo, retomavam as fontes de inspiração do romance do século XIX (caso dos escritores Rachel de Queiroz, Jorge Amado, José Lins do Rego, Érico Veríssimo e Dionélio Machado), Graciliano Ramos se destaca por não ser passadista e por dar à prosa um elemento de atualidade, embora não tenha tido uma verve vanguardista na esteira de Oswald de Andrade e Mário de Andrade, representantes da primeira geração modernista. No entanto, a concisão lapidar do seu fraseado, sua versão ao pieguismo e à ornamentação e o uso sistemático do discurso indireto livre o posicionam, em muitos momentos, à frente na elaboração artística a partir da denúncia.
O próprio Graciliano declarou, no jornal paulista A Gazeta, no mesmo ano de lançamento de Vidas Secas, em citação já referida, que a sua pesquisa "[...] os escritores regionalistas não fazem nem mesmo podem fazer, porque comumente não conhecem o sertão, não são familiares do ambiente que descrevem. [...]"
Além disso, sobretudo em Vidas Secas, Graciliano aposta em certas inovações modernistas que dificilmente são encontradas em outros autores de sua geração, como a técnica de montagem de planos e a quebra tradicional cronológica da divisão de capítulos.

### Montagem de planos
A técnica de montagem de planos em Vidas Secas, no bojo do realismo, gera uma operação "cinematográfica", "tomando" as situações a partir de vários ângulos e enriquecendo o objeto focalizado, sem que haja subordinação entre essas "tomadas".

### "Romance desmontável"
O conceito de “romance desmontável” foi primeiramente concebido por Rubem Braga (1913-1990) para tratar justamente de Vidas Secas como escritura e experiência radicais da narrativa contemporânea.

## A recepção deVidas Secas
"Vidas Secas assombrou a crítica", de acordo com Dênis de Moraes, biógrafo de Graciliano Ramos. Matérias publicadas por ocasião do lançamento de Vidas Secas em 1938 confirmam o sucesso crítico e popular do romance. O Arquivo Graciliano Ramos (Série Recortes), localizado no Instituto de Estudos Brasileiros, da Universidade de São Paulo (USP), permite testemunhar e pesquisar uma série de matérias de jornais envolvendo o nome e a obra de Graciliano.
Em 27 de abril de 1938, no mês seguinte ao lançamento do livro, o jornal A Tarde afirma que Graciliano é um dos maiores escritores brasileiros e dos mais lidos em todo o país. Segundo o periódico,
"Vidas Secas está obtendo enorme sucesso, quer de livraria quer de crítica. Talvez nenhum outro escritor brasileiro possa exibir tão grande número de apreciações críticas como as que têm merecido os livros de Graciliano Ramos - todas unânimes em reconhecer-lhe os méritos de um grande ficcionista."
Para Álvaro Lins,
"Um mestre da arte de escrever, acrescento sem nenhum medo de estar errado. E essa categoria Graciliano a conquistou com as vidas secas que povoam o seu mundo romanesco. Um mundo árido, sombrio e desértico".
Astrojildo Pereira escreveu: "Vidas secas, vidas brutas, vidas limitadas, vidas de cristãos e de bichos misturados no mesmo plano de sofrimento e abandono. Desconfio até que são da mesma substância."
Para o jornal A Pátria, em 6 de abril de 1938, "difícil é, realmente, encontrar, nos últimos tempos da vida literária do Brasil, um exemplo de escritor que, em tão pouco tempo, conquistasse tão unânime e definitivamente a opinião do público e da crítica como Graciliano Ramos", citando declarações de diversos críticos sobre o autor: crítica de Horácio de Andrade favorável ao romance no Diário Popular, São Paulo, 12 abr. 1938; crítica elogiosa do jornalista e militante comunista Rui Facó a Vidas Secas no Estado da Bahia, 13 abr. 1938; crítica elogiosa do crítico, jornalista e autor Yaco Fernandes a Vidas Secas no A Razão, Fortaleza, 7 mai. 1938; crítica muito elogiosa do romancista Dalcídio Jurandir sobre Vidas Secas no Estado do Pará, Belém, 4 mai. 1938; e matéria tratando do lançamento de Vidas Secas, elogiando o livro, em A Noite, Rio de Janeiro, 13 ago. 1938.
O Jornal do Brasil noticia o lançamento de Vidas Secas em 7 de abril de 1938:
"A simples menção do nome de Graciliano Ramos como autor de um novo romance é motivo suficiente para se prognosticar um novo e grande sucesso, quer de livraria, quer de crítica. É que este autor, em três livros publicados antes do atual, Caetés, São Bernardo, Angústia, conseguiu, graças à excelência de sua obra, alcançar um posto não disputado por nenhum dos romancistas brasileiros dos últimos tempos."
Para o Correio da Noite de 23 abril de 1938, "a cada novo livro que Graciliano Ramos publica, a crítica e o público se encontram diante de qualidades novas adicionadas às já demonstradas pelo autor nos seus livros anteriores". Para o jornal, Vidas Secas (então na 1ª edição) e São Bernardo (que encontrava-se, então, na 2ª edição)
"[...] repetirão os extraordinários sucessos alcançados sistematicamente por todos os livros de Graciliano até agora publicados. Satisfaz essa certeza aos que se interessam pela nossa literatura, porque Graciliano Ramos é uma personalidade de escritor que pode servir de orgulho a qualquer país realmente civilizado"
O jornalista e crítico literário Franklin de Oliveira destacou a "humanização" de Baleia e do papagaio ao apontar "uma trágica isomorfia entre bichos e homens" no romance de Graciliano:
"Os homens são incapazes de exprimir um mínimo de sua humanidade que, de tão precária, fixa-se ao nível da animalidade. No esgarçado universo da incomunhão humana, a figura da cadelinha Baleia instaura um símbolo: a humanidade ainda não é privilégio dos homens. Eles não transpuseram a fronteira que dá ingresso ao humano: os dois meninos de Vidas Secas sequer têm nome".
No Correio Paulistano em abril de 1938, o já referido Nelson Werneck Sodré, historiador e militar marxista que em seu livro sobre a Intentona Comunista cita a prisão de Graciliano, argumentou quando do lançamento de Vidas Secas que a sua obra é composta com a combinação de dois elementos, "um aperfeiçoamento constante e contínuo da maneira de escrever e de todas as qualidades do romancista, e uma perpétua renovação de temas e de processos":
"Nada mais nos resta a dizer. Se, depois de Angústia, o Sr. Graciliano Ramos podia ser considerado um dos grandes romancistas brasileiros de todos os tempos, agora, com Vidas Secas, podemos fixá-lo como uma das figuras mais representativas das letras brasileiras, dono de uma obra una, perfeita, cheia de claridade e de harmonia, notável sob todos os aspectos e representativa do que há de mais valioso, profundo e duradouro nos domínios do romance, em nossa raiz."
A Revista Acadêmica de nº 35, de maio de 1938, afirma que Graciliano "é incontestavelmente o mais técnico dos nossos romancistas". Em abril de 1938, na mesma revista, Otávio Dias Leite afirma que o flagelo da seca não tinha ainda ganhado um relato tão humano como em Vidas Secas:
"Grande é o número de escritores que já tentaram romance aproveitando do flagelo como tema. Mas nenhum deles, nem mesmo o Sr. José Américo de Almeida, conseguiu fixar com tamanho poder humano como Graciliano Ramos em Vidas Secas. O romancista reúne a terra e o homem num mesmo plano, numa mesma luta. Ambos lutam contra a seca, ambos sucumbem."
No Boletim de Ariel, em agosto de 1938, Danilo Bastos escreve que "Vidas Secas confirma a sagração já conferida a Graciliano Ramos pelo público e pelas vozes de nossa literatura quando apareceu Angústia".
É no Diário de Notícias de 14 de agosto de 1938 que o escritor especialista em crônicas Rubem Braga chamará a atenção para o fato já referido de que "quase tão pobre como o Fabiano, o autor faz assim uma nova técnica de romance no Brasil. O romance desmontável". (Para saber mais, ler a subseção "Romance desmontável".)
Entre os próprios escritores de sua geração, o romance foi logo admirado. Quando Rachel de Queiroz recebeu a coleção de narrativas em livro inteiro, externou "brutal admiração" e chamou-lhe logo de "obra-prima", chamando os seus livros e o dos outros escritores como "livrinhos".
Mas Vidas Secas também recebeu ressalvas, ainda que poucas e específicas. Os dois exemplos mais lembrados advêm dos influentes Aurélio Buarque de Holanda e Lúcia Miguel Pereira. O primeiro, em O Jornal de 14 de maio de 1939, um ano após o lançamento, sem jamais omitir e deixar de elogiar as qualidades literárias do autor que acompanhava desde seu início, elogiando o primeiro livro Caetés, reclamou que o rigor técnico de Vidas Secas teria esvaziado a "poesia do romance":
"O Sr. Graciliano Ramos é um perfeito engenheiro do romance. Executa a obra dentro de um plano seguro, com um cálculo preciso da resistência dos materiais. Mesmo num livro como Vidas Secas, feito aos pedaços, tendo figurado cada capítulo como um conto, observa-se a perfeição da técnica do escritor. Eu preferia que essa técnica não fosse tão perfeita: talvez com isso a obra ganhasse em força, porque o autor se abandonaria mais, deixando a poesia invadir mais largamente o romance. Há nele alguma coisa de rígido – mesmo neste livro, que é, ao meu ver, o mais “largado” de todos – que lhe tolhe, não raro, o ímpeto livre de sentimento. Em todo caso, quando este se manifesta livremente, é tão puro, tão intenso, tão embebido nas fontes mais puras da vida, que às vezes nos abafa, como naquela extraordinária morte da Baleia [...]"
Na verdade, sempre fez parte dos estudos sobre Vidas Secas a escritura condizente com a temática, ou seja, conforme escreveu Francisco Achcar em 2001, a natureza em Vidas Secas é, tal como a escrita graciliana, enxuta, áspera, "limitada ao necessário" e distante, portanto trata-se de uma deliberação consciente do próprio autor, e a opinião de Aurélio Buarque de Holanda não encontra amplo respaldo crítico.
Já Lúcia Miguel Pereira, no Boletim de Ariel de maio de 1938, escrevendo exatamente diante do lançamento do livro, assinalou que
"[...] a grande força do autor é a sua capacidade de fazer sentir a condição humana intangível e presenta na criatura a mais embrutecida".
No entanto, preocupou-se com a possibilidade da relevância do romance não ser apreendida em sua real dimensão simplesmente por tratar-se de um romance social, assinalando apenas que o único defeito de Vidas Secas foi ter surgido "tardiamente":
"Vidas Secas, o último romance de Graciliano Ramos, só tem um fator contra si: ter aparecido um pouco tarde. Se tivesse sido escrito há alguns anos, se fosse do tempo de O Quinze e de A Bagaceira, teria levantado uma celeuma. Mas veio quando já o público está meio cansado de histórias do nordeste, quando se criou essa absurda e ridícula querela literária entre romancistas do norte e romancistas do sul, entre bárbaros e psicológicos. Isso não lhe altera naturalmente o valor intrínseco, mas lhe diminuirá a repercussão."
Na realidade, conforme atestamos, a repercussão de Vidas Secas foi, ao contrário, grande, embora também possamos concordar com Pereira que seria ainda mais retumbante se lançado no período anterior, uma vez que o livro crescerá editorialmente após a morte de Graciliano Ramos (cf. seção "Vendas e sucesso editorial").

## Fortuna crítica posterior e importância
Quase trinta anos após o lançamento de Vidas Secas, em 21 de janeiro de 1966, o Jornal do Brasil não poupou elogios ao romance e seu autor:
"A obra de Graciliano Ramos firma-se, cada vez mais, como um dos marcos da literatura brasileira. Críticos e público são conscientes de que essa obra é imperecível, perfeita de forma e conteúdo. Dentre os romances de Graciliano, Vidas Secas se distingue pela original apresentação de episódios isolados, verdadeiros contos, e pela narração direta. Fabiano, Sinha Vitória e os filhos pertencem inelutavelmente, com suas vidas amargadas, à paisagem árida do sertão nordestino."
O mesmo Jornal do Brasil, apenas três meses após, em 27 de abril de 1966, indica o lançamento da 15ª edição de Vidas Secas e posiciona Graciliano Ramos como mestre e o livro como "um dos altos momentos da ficção regionalista". Diversos jornais em todo o Brasil também noticiaram o lançamento da 14ª edição de Vidas Secas: Gazeta de Sergipe, 14 e 15 ago. 1966; Gazeta de Notícias, Fortaleza, 19 ago. 1966; Correio do Povo, Porto Alegre, 12 ago. 1966; O Diário, Ribeirão Preto, 23 ago. 1966; Diário de Notícias, Salvador, 14 ago. 1966; A Cruzada, Aracaju, 20 ago. 1966, entre muitos outros.
Tendo no século XXI já muito ultrapassado a centésima edição (140ª edição em 2019), com matérias em revistas e jornais brasileiros e no estrangeiro sempre que há uma data comemorativa e uma edição especial, as menções positivas da crítica a esse romance podem ser atestadas e reunidas às centenas ao longo das décadas e desde sua estreia. Desde então, o interesse de leitores no geral, estudiosos de literatura, críticos literários, estudantes e outros aumentou e os livros de Graciliano Ramos ― com Vidas Secas sempre em posição obrigatória e incontornável ― foram adotados em escolas, universidades, vestibulares e concursos de todo o Brasil.

## Vendas e sucesso editorial
Vidas Secas é, hoje, considerado um best-seller, porque, atualmente, no Brasil, um romance que vende mais de 10 mil exemplares já pode ser tratado como um "mais-vendido" (best-seller), em comparação ao reduzido número de 3 mil exemplares impressos em média. Porém, vendeu pouco à época da publicação, segundo o biógrafo Dênis de Moraes, já que os mil exemplares da primeira edição levaram dez anos para se esgotar, embora tenha consolidado o reconhecimento de Graciliano Ramos como romancista de primeira linha (conferir a seção A recepção de Vidas Secas). Após a morte de Graciliano, esse romance, junto a Angústia e São Bernardo, não deixou, em certa medida, de ser sucesso de vendas, causado tanto pela sustentação da crítica, por sua adaptação cinematográfica em 1963, quanto pela importância da temática, obrigatoriedade intelectual do país ao longo das décadas até hoje e pelo caráter de folhetim da obra, formato cotidiano e popular que costumava esgotar os romances no Brasil desde o século XIX. Quando Vidas Secas completou 30 anos de sua primeira edição, em 1968, Laurence Hallewell aponta o número de 200 mil exemplares vendidos no Brasil e 420 mil em traduções para diversas línguas, até o ano de 1970, ou seja, houve um crescimento exponencial. São Bernardo, o best-seller seguinte de Graciliano, havia somado 95 mil exemplares vendidos no Brasil até aquela data.
Apesar disso, Graciliano Ramos, mesmo com prestígio crítico e certa popularidade, jamais viveu exclusivamente de direitos autorais e não testemunhou altos picos de vendas dos seus livros. Quando morreu em 1953, vivia como inspetor de ensino do Ministério da Educação, na então capital federal do Rio de Janeiro, e de adiantamentos mensais de recursos pagos há anos pela Livraria José Olympio Editora principalmente para as suas Memórias do Cárcere ― "Graciliano escreveu Memórias do Cárcere com adiantamentos de mil cruzeiros por mês, a partir de julho de 1947, em pagamentos feitos pontualmente mesmo quando, por qualquer motivo, atrasava a entrega dos três capítulos contratados por mês", segundo a jornalista Lucila Soares ―, já que as tiragens de suas obras estavam ainda relativamente baixas, mesmo para a sua época: Vidas Secas encontrava-se em sua 3ª edição, Caetés na 3ª, São Bernardo na 4ª, Angústia na 5ª, Insônia na 2ª, Histórias de Alexandre na 1ª e Infância na 2ª (edições de 2 mil exemplares, em média). Histórias Incompletas, Histórias de Alexandre, Dois Dedos e A terra dos meninos pelados não haviam saído ainda da 1ª edição, e as suas obras mais lidas ― Angústia e São Bernardo ― já estavam lançadas há cerca de vinte anos. A primeira edição de Vidas Secas (1938) demorou dez anos para ser esgotada.
As vendas de Vidas Secas serão decisivamente impulsionadas pelo lançamento em 1963 do conceituado filme homônimo por Nelson Pereira dos Santos e seu sucesso no mundo. Em 21 de janeiro de 1966, ainda sob o impacto da repercussão do filme, que chegou a ser indicado à Palma de Ouro no Festival de Cannes, o Jornal do Brasil enfatizou o sucesso arrebatador do livro junto à crítica e ao público. O impulsionamento, no entanto, não foi passageiro e não se limitou ao filme. Mais de uma década depois, em 1976, o romance encontrava-se nas listas dos mais vendidos na cidade do Rio de Janeiro:
Os mais vendidos no Rio
Dados fornecidos pelas melhores livrarias da cidade.
Nacionais
Ficção
Incidente em Antares - Érico Veríssimo - Cr$ 25,00
Vidas Secas - Graciliano Ramos - Cr$ 10,00
Labirinto - André de Figueiredo - Cr$ 15,00
A Pedra do Reino - Ariano Suassuna - Cr$ 25,00
Tenda dos Milagres - Jorge Amado - Cr$ 18,00
Assim, mesmo antes da versão cinematográfica, o livro vendia bem postumamente desde precisamente 1961, quando passaram a ser impressas novas edições a cada ano (em 1961, 6ª ed.; em 1962, 7ª ed.; e, em 1963, 8ª ed.). Na 14ª edição do livro, em 1966, o jornal Última Hora registrou que Vidas Secas já havia alcançado a consciência do leitor antes do filme, transformando Graciliano Ramos "num dos maiores da literatura brasileira". Obviamente, com o sucesso de crítica e de prêmios do filme, as vendas multiplicaram-se. Assim, serão publicadas três edições só em 1964, ano seguinte ao lançamento da adaptação cinematográfica; duas edições em cada ano em 1965 e 1966; em 1967, quatro edições; em 1968 e 1969, mais duas em cada ano, ou seja, totalizando quinze edições de Vidas Secas em apenas seis anos.
Segundo Dênis de Moraes na sua biografia de Graciliano Ramos, calculava-se que mais de 5 milhões de exemplares dos livros do autor já haviam sido vendidos até 1992, além de encontrarem-se publicados em dezenas de países e idiomas. Este número tem subido desde então.

## Influência e adaptações

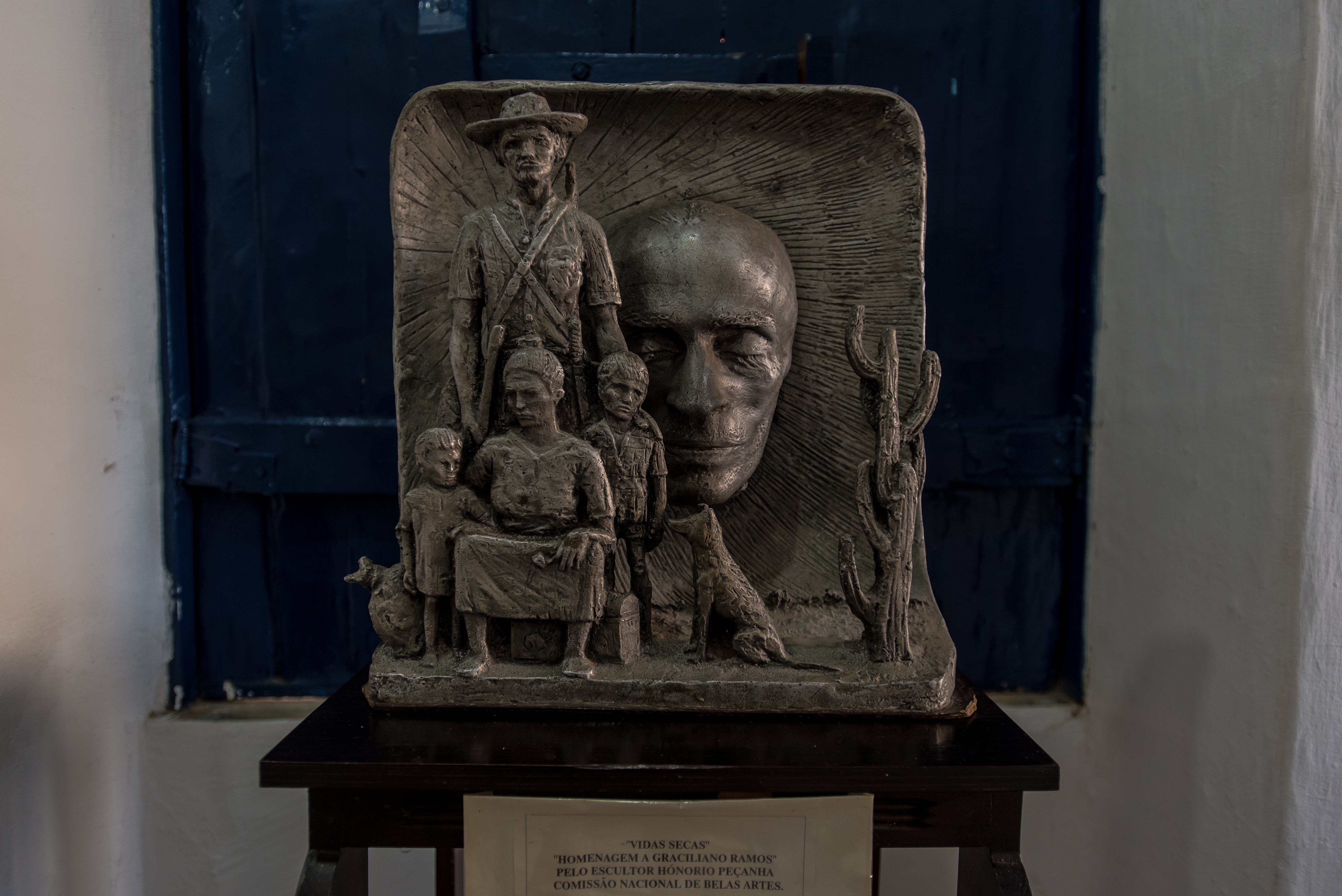
Homenagem a Vidas Secas na Casa de Graciliano Ramos.

### Literatura
A influência de Vidas Secas é presente em gerações de escritores desde a sua publicação. Pode ser conferida tanto nos quatro romances da "Tetralogia dos Excluídos" de Euclides Neto ― a saber Os Magros (1961), O Patrão (1978), Machombongo (1986) e A Enxada e a Mulher que Venceu seu próprio Destino (1996), sem contar a semelhança no título de Vida Morta (1947) ― como confessadamente no escritor contemporâneo Itamar Vieira Junior, ganhador do Prêmio Jabuti na categoria Romance Literário pelo romance Torto Arado (2019).

### Cinema
Por Nelson Pereira dos Santos em 1963, a adaptação em filme Vidas Secas (filme). O filme foi indicado para a Palma de Ouro no Festival de Cannes de 1964 e ganhou o prêmio de melhor filme pelo Office Catholique International du Cinema – OCIC.

## Edições deVidas Secas
Publicado originalmente pela antológica Livraria José Olympio Editora em 1938, passando pelas 2ª edição em 1947, 3ª edição em 1952, 4ª edição em 1953 até a 5ª edição em 1955.
Em 1960, na 6ª edição, o romance passa a ser editado pela Livraria Martins Editora, que o publica até a 31ª edição em 1973.
O Grupo Editorial Record, pertencente ao maior conglomerado editorial da América Latina, adquire os contratos de publicação dos livros das duas editoras anteriores, que se viram em crise e liquidação, e inicia a edição de Vidas Secas em 1975 na 34ª edição, editando o romance, que já ultrapassou a centésima edição (140ª edição em 2019), até hoje.
Em 2018, a Editora Record lançou uma edição especial em capa dura em comemoração aos 80 anos desse clássico da literatura brasileira com conteúdo inédito.

## Edições e traduções estrangeiras
Independentemente da importância da obra de Graciliano Ramos para a literatura brasileira e da posição relevante de Vidas Secas no país, surpreende a quantidade de traduções do romance e a diversidade de línguas e países para os quais o romance foi traduzido, conforme atestamos abaixo.
- Na Polônia, desde 1950: Zwiędłe życie
- Na Argentina, desde 1958: Vidas Secas ('58), Vidas Secas (2001)
- Na República Tcheca, desde 1959: Vyprahlé Zivoty ('59)
- Na Rússia (ou extinta União Soviética), desde 1961: Иссушенные Жизни ('61)
- Na Itália, desde 1961: Terra Bruciata ('61), Siccittá (1963), Vite Secche (1993)
- Em Portugal, desde 1962
- Em Cuba, desde 1964: Vidas Secas
- Na França, desde 1964: Sécheresse ('64); Vies arides (2014)
- Na Alemanha, desde 1965: Nach Eden Ist Es Wei ('65); Karges Leben (1981); última edição pela Verlag Klaus Wagenbach, Berlin, 2013, com apoio do Ministério da Cultura do Brasil e da Fundação Biblioteca Nacional
- Nos Estados Unidos, desde 1965: Barren Lives ('65)
- Na Dinamarca, desde 1966
- Na Romênia, desde 1966: Vieti Seci ('66)
- Na Hungria, desde 1967: Aszaly ('67)
- Na Bulgária, desde 1969: Сух Живот
- No Uruguai, desde 1970: Vidas Secas ('70), Vidas Secas (2004)
- Na Espanha, desde 1974: Vidas Secas ('74)
- Nos Países Baixos, desde 1998: Vlucht voor de Droogte ('81); Dorre levens ('98)
- Na Turquia, desde 1985: Kiraç ('85)
- Na Suécia, desde 1993: Förtorkade Liv ('93)
- Em esperanto (no Brasil), desde 1997, por Leopoldo H. Knoedt
- Em catalão (na Espanha), desde 2010